# Tvåtjärnarna (Malå socken, Lappland, 724481-165281)
Tvåtjärnarna är en sjö i Malå kommun i Lappland och ingår i Skellefteälvens huvudavrinningsområde.